# بونز
بونز (به ژاپنی: ボンズ  Bonzu، به انگلیسی: BONES Co., Ltd.‎) نام یک استودیوی پویانمایی ژاپنی است. این شرکت را ماساهیکو مینامی، هیروشی اوساکا و توشیهیرو کاواموتو، از کارمندان استودیو سانرایز، در اکتبر ۱۹۹۸ بنیان نهادند.

## محصولات
- اورکا سون
- رازفان
- زامد: خاطرات گمشده
- سول ایتر
- کیمیاگر تمام‌فلزی
- مدرسه قهرمانانه من
- سگ های ولگرد بانگو
- نوراگامی
- مطالعه موردی وانیتاس